# Jean Shepard
Ollie Imogene Shepard (21 de noviembre de 1933-25 de septiembre de 2016), más conocida como Jean Shepard, fue una cantante y compositora estadounidense de honky tonk y pionera de la música country femenina.
Shepard ha sacado un total de 73 sencillos al Hot Country Songs chart, uno de los cuales alcanzó el número 1. Ha grabado un total de 24 álbumes de estudio entre 1956 y 1981 y ha sido miembro del Grand Ole Opry durante más de 50 años.
Tras romper con Kitty Wells en 1952, Shepard continuó -y la televisión y Opry ayudaron-  siendo una estrella cuando pocas mujeres encontraban el éxito en este campo. Su primer éxito, "A Dear John Letter", en dueto con Ferlin Husky en 1953, fue la primera grabación de una artista tras la Segunda Guerra Mundial en vender más de un millón de copias.

## Discografía
- Jean Shepard singles discography